# Daniel Bekker
Daniel "Daan" Wepener Bekker (Dordrecht, JAR, 9. veljače 1932. – Pretoria, JAR, 22. listopada 2009.) je pokojni južnoafrički boksač u teškoj kategoriji.

### Karijera
Bekker je nastupio na Olimpijadi u Melbourneu 1956. gdje je stigao do polufinala. Ondje je poražen od američkog predstavnika Petea Rademachera, kasnijeg olimpijskog pobjednika. Međutim, unatoč porazu, sam nastup u polufinalu osigurao mu je olimpijsku broncu.
1958. godine boksao je na Igrama Commonwealtha u velškom Cardiffu gdje je bio prvak.
Nakon tog uspjeha nastupio je i na Olimpijadi u Rimu. Tamo je stigao do samog finala teške kategorije, ali ga je nakon 90 sekundi borbe nokautirao domaći protivnik Francesco De Piccoli.
Bekker je umro 22. listopada 2009. nakon duge borbe s Parkinsonovom i Alzheimerovom bolešću.